# Reacție Sabatier

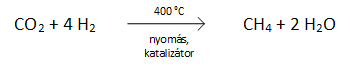
Reacție chimică de hidrogenare a dioxidului de carbon (CO₂) cu hidrogen (H₂), desfășurată la 400 °C și sub presiune, rezultând metan (CH₄) și apă (H₂O); cunoscută și ca reacția Sabatier.

Reacția Sabatier este o reacție chimică prin care se obține metan, și a fost descoperită de chimistul francez Paul Sabatier în anul 1897. Reacția presupune tratarea hidrogenului cu dioxid de carbon la temperaturi ridicate (aproximativ 300-400 °C) și la presiuni ridicate, în prezența unui catalizator de nichel. Pe lângă metan se mai obține și apă. Catalizatori alternativi sunt ruteniul și alumina (oxidul de aluminiu).
Această reacție este un proces exoterm:
{\displaystyle {\begin{matrix}{}\\{\ce {{CO2}+4H2->[400\ ^{\circ }{\ce {C}}][{\ce {presiune}}]{CH4}+2H2O}}\\{}\end{matrix}}}
∆H = −165,0 kJ/mol
(este totuși necesară o energie/căldură pentru inițierea reacției)